# Cuarteto para piano n.º 1 (Brahms)
El Cuarteto con piano n.º 1 en sol menor, opus 25, fue compuesto por Johannes Brahms entre 1856 y 1861. Se estrenó en Viena el 16 de noviembre de 1862 con el propio Brahms al piano con la colaboración de los miembros del Cuarteto Hellmesberger. Al igual que la mayoría de los cuartetos para piano, se escribieron para piano, violín, viola y violonchelo.

## Estructura de la composición
El cuarteto se divide en cuatro movimientos:
- 1. Allegro
- 2. Intermezzo: Allegro
- 3. Andante con moto
- 4. Rondo alla Zingarese: Presto. Este movimiento es el primero de su obra que muestra una inclinación por los temas zíngaros.